# Межсоюзническая комендатура
Межсоюзническая комендатура — коллективный орган управления (комендатура) для совместного управления районом «Большого Берлина» (оккупированным Берлином), бывшей столицы Третьего рейха, учреждённый четырьмя оккупационными державами: Великобританией, СССР, США и Францией. 

## История
Межсоюзническая комендатура подчинялась Контрольному совету, который осуществлял верховную власть на территории оккупированной Германии в первые послевоенные годы. В оккупированной Австрии аналогичные функции выполняла Союзническая комиссия по Австрии.
Первое заседание Межсоюзнической комендатуры состоялось 11 июля 1945 года в здании центральной военной комендатуры Советских войск после вступления британских и американских сил в освобождённый советскими войсками Берлин. 25 июля 1945 года Межсоюзническая комендатура переехала в Далем, входивший в американский сектор оккупации города, в бывшее здание Союза общественных учреждений по страхованию от пожаров. Межсоюзническая комендатура осуществляла свою деятельность в форме распоряжений, выдаваемых магистрату Берлина и обер-бургомистру. Эти нормативные акты принимались только единогласно четырьмя комендантами. Единогласие между сторонами просуществовало недолго. Например, сторонам не удалось прийти к единому решению, подтверждающему избрание Эрнста Рейтера на должность обер-бургомистра Большого Берлина.
16 июня 1948 года советский представитель генерал-майор А. Г. Котиков покинул Межсоюзническую комендатуру. 
21 декабря 1948 года представители трёх оставшихся сторон заявили о продолжении деятельности Межсоюзнической комендатуры и на своих совещаниях оставляли за столом переговоров место для советского коменданта. Однако решения Межсоюзнической комендатуры действовали уже только на территории трёх западных секторов оккупации Берлина.
Официально Межсоюзническая комендатура сложила свои полномочия с вступлением в силу Договора об окончательном урегулировании в отношении Германии. В здании Межсоюзнической комендатуры с этого времени размещается администрация Свободного университета Берлина.